# Hôtel de ville de Tolède
La Casa consistorial ou hôtel de ville de Tolède est un bâtiment institutionnel de la ville espagnole de Tolède, qui abrite la mairie  (Ayuntamiento) de Tolède.  

## Histoire
La paternité du nouveau bâtiment de la Mairie est assez complexe, puisque le projet primitif a souffert de nombreuses altérations à cause de la lenteur des travaux. Il est très probable que Covarrubias reçût la commission, mais c'est Nicolás de Vergara le Vieux qui a réalisé les travaux, débutés en 1575. 
Dans les premières années du XVIIe siècle, les travaux étaient à l'arrêt,  la façade principale n'étant même pas achevée. À la mort de Vergara el Mozo, Jorge Manuel Theotocopouli, le fils du Greco, a alors été chargé de la construction et, en 1612, a commencé à œuvrer. Les travaux cessèrent à nouveau en 1618 et ne reprirent qu'en 1690, par l'architecte Teodoro Ardemans, qui les a conclu en 1703.